# Хаустова, Елена Тихоновна
Елена Тихоновна Хаустова (25 августа 1915 Терпенье — 8 марта 1991 Токмакский район) — передовик советского сельского хозяйства, доярка племенного завода имени Кирова Токмакского района Запорожской области, Герой Социалистического Труда (1966).

## Биография
Родилась в 1915 году в селе Терпенье Мелитопольского уезда Таврической губернии в семье крестьянина.
С 1936 по 1969 годы работала на животноводческой ферме племенного завода имени Кирова Токмакского района Запорожской области дояркой. В годы семилетнего плана (с 1959 по 1965) достигла высоких результатов по надоям молока.
За достигнутые успехи в развитии животноводства, увеличении производства и заготовок мяса, молока, яиц, шерсти и другой продукции, Указом Президиума Верховного Совета СССР от 22 марта 1966 года Елене Тихоновне Хаустовой было присвоено звание Героя Социалистического Труда с вручением ордена Ленина и золотой медали «Серп и Молот».
Проживала в Токмакском районе Запорожской области. Умерла 8 марта 1991 года.

## Награды
За трудовые успехи удостоена:
- золотая звезда «Серп и Молот» (22.03.1966),
- орден Ленина (22.03.1966),
- Орден Трудового Красного Знамени (26.02.1958),
- Медаль «За трудовую доблесть»,
- другие медали.